# Ельза Вагнер

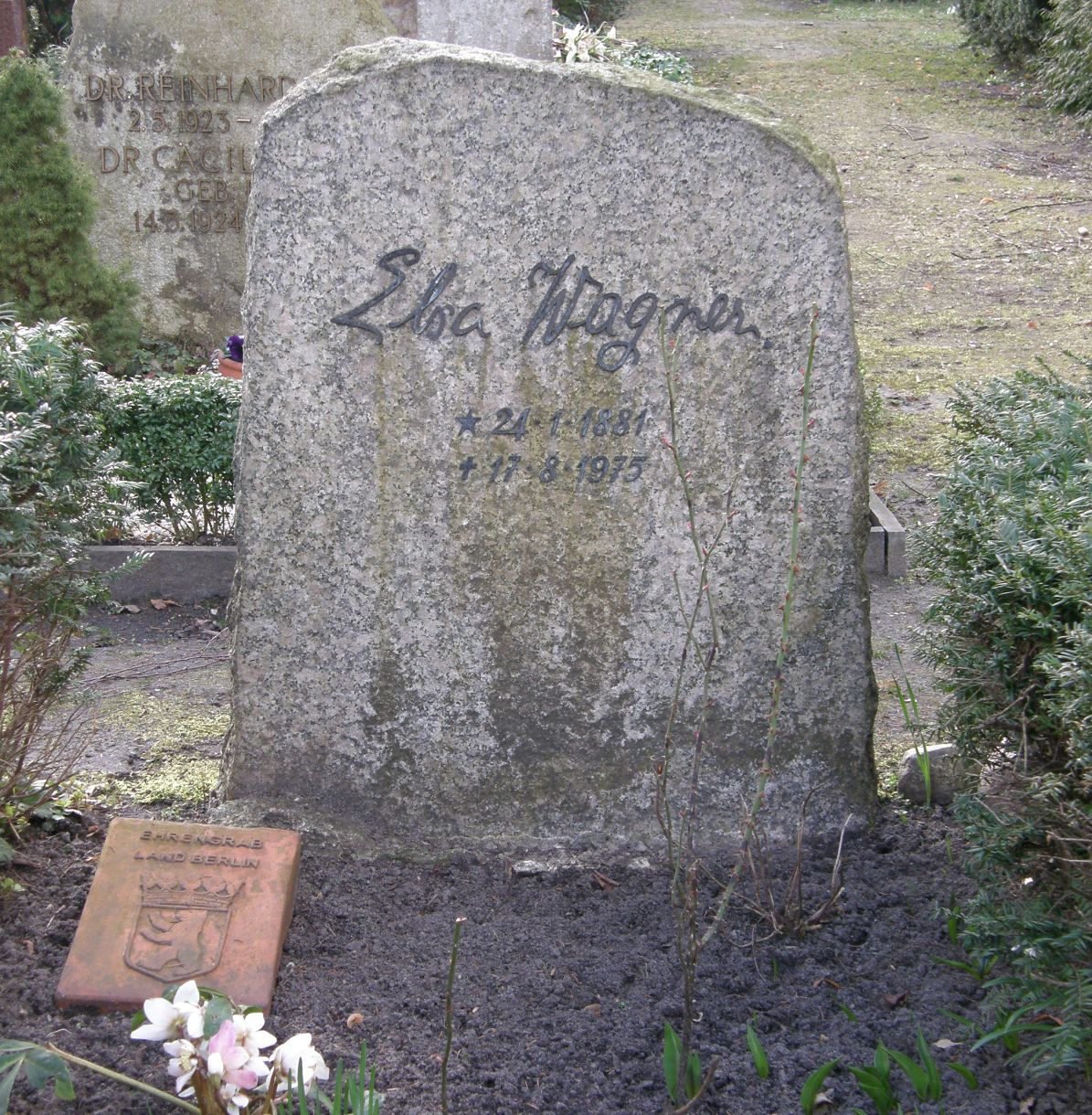
Могила Ельзи Вагнер на Далемькому цвинтарі у Берліні

Елі́забет Каролі́на Авгу́ста Ва́гнер (нім. Elisabeth Karoline Auguste Wagner; нар. 24 січня 1881, Ревель, Російська імперія — пом. 17 серпня 1975, Західний Берлін) — німецька театральна та акторка кіно.

## Біографія
Ельза Вагнер народилася 24 січня 1881 року в Ревелі, Російська імперія (зараз Таллінн, Естонія). Драматичному мистецтву навчалася у Марії Спеттіні (1847—1904) в Санкт-Петербурзі. У 1901 році дебютувала у Берліні в Novitätenbühne, трупі, яка виступала з гастролями в колишній Східній і Західній Пруссії.
На початку 1900-х Ельза Вагнер грала в театрах Гайдельберга і Плауена, Ганновера (1907—1911), потім у берлінському Німецькому театрі у Макса Рейнгардта (1911-21). З 1921 року і до кінця Другої світової війни вона працювала в Державному театрі Берліна, а потім — в Німецькому театрі (з 1951), в Театрі Шиллера і Шлосспарк-театрі у Берліні.
У кіно Ельза Вагнер дебютувала у 1916 році, знявшись за час своєї кар'єри у понад 170-ти фільмах, граючи переважно ролі другого плану. У 1966 році вона була відзначена Золотою нагородою Німецької кіноакадемії за видатний життєвий внесок у німецький кінематограф.
Померла Ельза Вагенр 17 серпня 1975 року у Берліні, де й похована на Далемському цвинтарі.

## Фільмографія (вибіркова)
| Рік  |     | Назва українською                  | Оригінальна назва                            | Роль                                |
| ---- | --- | ---------------------------------- | -------------------------------------------- | ----------------------------------- |
| 1916 |     | Подорожуюче світло                 | Das wandernde Licht                          | фрау фон Гласснер                   |
| 1916 |     | Біль кохання                       | Das Leid der Liebe                           |                                     |
| 1918 |     | Маскарад життя                     | Das Maskenfest des Lebens                    | стара Сабіна                        |
| 1918 |     | Переможець                         | Die Sieger                                   | фрау Фрейстеттер                    |
| 1918 |     | Чужий князь                        | Der fremde Fürst                             |                                     |
| 1919 |     | Живий покійник                     | Die lebende Tote                             | Брігітта                            |
| 1919 |     | Дама в автомобілі                  | Die Dame im Auto                             | сестра                              |
| 1919 |     | Інструмент Козімо                  | Das Werkzeug des Cosimo                      | фрау фон Еслайр                     |
| 1920 |     | Моніка — співоча пташка            | Monika Vogelsang                             | Урсула Швертвегер, медсестра Моніки |
| 1920 |     | Сатана                             | Satanas                                      | мати Конрада                        |
| 1920 |     | Золота корона                      | Die goldene Krone                            | нім. Stövens Frau                   |
| 1920 |     | Дівчина з польової вулиці          | Das Mädchen aus der Ackerstraße              |                                     |
| 1920 |     | Ніч королеви Ізабелли              | Die Nacht der Königin Isabeau                |                                     |
| 1920 |     | Від світанку до півночі            | Von morgens bis mitternacht                  |                                     |
| 1920 |     | Кабінет доктора Калігарі           | Das Cabinet des Dr. Caligari                 | епізод                              |
| 1921 |     | Саффо                              | Sappho                                       | мати Річарда                        |
| 1921 |     | Невірні душі                       | Irrende Seelen                               | фрау Єпанчина                       |
| 1922 |     | Дружина фараона                    | Das Weib des Pharao                          |                                     |
| 1922 |     | Палаюче поле                       | Der Brennende Acker                          | Магда                               |
| 1922 |     | Він світиться, мій дорогий         | Es leuchtet meine Liebe                      | жінка                               |
| 1923 |     | Скарб Гезіни Якобсен               | Der Schatz der Gesine Jakobsen               | медсестра                           |
| 1923 |     | Будденброки                        | Die Buddenbrooks                             | Сесемі Вайхбродт                    |
| 1923 |     | Ісус Назаретянин, цар Юдейський    | I.N.R.I.                                     | мати                                |
| 1924 |     | Весняні води                       | Frühlingsfluten                              |                                     |
| 1925 |     | Знайдена наречена                  | Die gefundene Braut                          | фрау Томпсон                        |
| 1926 |     | Пасинки Берліна                    | Die Unehelichen                              |                                     |
| 1927 |     | Майстер з Нюрнберга                | Der Meister von Nürnberg                     |                                     |
| 1927 |     | Дівчина з п'ятьма нулями           | Das Mädchen mit den fünf Nullen              | нім. Lebbeckes Frau                 |
| 1928 |     | Віоланта                           | Violantha                                    |                                     |
| 1928 |     | Лютер                              | Luther                                       | мати Лютера                         |
| 1928 |     | Лотта                              | Lotte                                        | Аніта Негреллі                      |
| 1929 |     | Пекуче серце                       | Das brennende Herz                           | нім. Schiessbudenbesitzerin         |
| 1929 |     | Манолеску — король злодіїв         | Manolescu — Der König der Hochstapler        |                                     |
| 1929 |     | Атлантика                          | Atlantik                                     | Анна                                |
| 1931 |     | Пісня життя                        | Das Lied vom Leben                           | мати Еріки                          |
| 1931 |     | Багаж пана О. Ф.                   | Die Koffer des Herrn O.F.                    | секретарка директора                |
| 1933 |     | Світанок                           | Morgenrot                                    |                                     |
| 1933 |     | Я хочу навчити тебе любові         | Ich will Dich Liebe lehren                   | сліпа жебрачка                      |
| 1934 |     | Музика в крові                     | Musik im Blut                                | Матильда                            |
| 1935 |     | Баркарола                          | Barcarole                                    | Джачінто, слугжниця Ельвіри         |
| 1935 |     | Сто днів                           | Hundert Tage                                 | Летиція                             |
| 1935 |     | Дівчина Йоганна                    | Das Mädchen Johanna                          | жінка з народу                      |
| 1935 |     | Празький студент                   | Der Student von Prag                         | Ярмілла                             |
| 1936 |     | Викрадення                         | Die Entführung                               | Селін                               |
| 1936 |     | Мораль                             | Moral                                        | фрау Лундт                          |
| 1936 |     | Дорога в Шанхай                    | Der Weg nach Shanghai                        | фрау Іванова                        |
| 1936 |     | Дівчина Ірена                      | Das Mädchen Irene                            | фрау Кьоніг                         |
| 1936 |     | Аннамері. Історія молодого кохання | Annemarie. Die Geschichte einer jungen Liebe | мати Брінкманна                     |
| 1936 |     | Щастя Ганса                        | Hans im Glück                                | мати                                |
| 1937 |     | Бал в «Метрополі»                  | Ball im Metropol                             | фрау Селле                          |
| 1937 |     | Капріолен                          | Kapriolen                                    | дама у стоматолога                  |
| 1937 |     | Дафна і дипломат                   | Daphne und der Diplomat                      | фрау Вахмут                         |
| 1937 |     | Гаспароне                          | Gasparone                                    | Ценобія                             |
| 1938 |     | Анна Фаветті                       | Anna Favetti                                 | Frau Stetius                        |
| 1938 |     | Гравець                            | Der Spieler                                  | Марфа, няня                         |
| 1938 |     | Ти і я                             | Du und ich                                   | нім. Direktrice bei Schütz          |
| 1938 |     | Вантаж з Балтімора                 | Fracht von Baltimore                         | консул Енгстрьом                    |
| 1938 |     | Танець на вулкані                  | Der Tanz auf dem Vulkan                      | Пауліна Помпонілль                  |
| 1938 |     | Старе серце вирушає в подорож      | Altes Herz geht auf die Reise                | вдова Мюллер                        |
| 1939 |     | Солом'яний капелюшок               | Der Florentiner Hut                          | баронеса Шампіньї                   |
| 1939 |     | Поліцейське радіо повідомляє       | Der Polizeifunk meldet                       | фрау Каплан, поміщиця               |
| 1939 |     | Кохана                             | Die Geliebte                                 | нім. Frau Geheimrat Peters          |
| 1939 |     | Ваше перше переживання             | Ihr erstes Erlebnis                          | бабуся                              |
| 1939 |     | Далекий дім                        | Casa lontana                                 | Анна                                |
| 1940 |     | Гучне кохання                      | Lauter Liebe                                 | Клотильда Гакштеттер                |
| 1940 |     | Увага! Супротивник підслуховує!    | Achtung! Feind hört mit!                     | мати Нейгауза                       |
| 1940 |     | Повернення                         | Ritorno                                      | Сігнора Голм                        |
| 1940 |     | Недосконала любов                  | Die unvollkommene Liebe                      | нім. Geheimrätin Zenglein           |
| 1940 |     | Музика сновидіння                  | Traummusik                                   | мадемуазель Голм                    |
| 1941 |     | Повернення додому                  | Heimkehr                                     | фрау Шмід                           |
| 1941 |     | Кельнерка Анна                     | Die Kellnerin Anna                           | Матильда Ноак                       |
| 1942 |     | Порив вітру                        | Ein Windstoß                                 | фрау Брігоні                        |
| 1942 |     | Фронтовий театр                    | Fronttheater                                 | стара акторка                       |
| 1942 |     | Велика тінь                        | Der große Schatten                           | Шенк, акторка                       |
| 1943 |     | Я донесу тебе на руках             | Ich werde dich auf Händen tragen             | фрау Гербст                         |
| 1944 |     | Гарний день                        | Ein schöner Tag                              | нім. Hedwigs Wirtin                 |
| 1944 |     | Чаклунська скрипка                 | Die Zaubergeige                              | Аманда                              |
| 1944 |     | Чоловік, у якого вкрали ім'я       | Der Mann, dem man den Namen stahl            | фрау Вебер                          |
| 1945 |     | Чоловік у сідлі                    | Der Mann im Sattel                           | економка                            |
| 1946 |     | Скажи правду                       | Sag' die Wahrheit                            | сестра Іда                          |
| 1947 |     | Войцек                             | Wozzeck                                      | бабуся                              |
| 1948 |     | Дякую, це для мене добре           | Danke, es geht mir gut                       |                                     |
| 1949 |     | Анонімні листи                     | Anonyme Briefe                               |                                     |
| 1949 |     | Весілля Фігаро                     | Figaros Hochzeit                             | Марцеліна                           |
| 1953 |     | Пробудження кохання                | Liebeserwachen                               | Ліна, економка                      |
| 1958 |     | Її сто шостий день народження      | Ihr 106. Geburtstag                          | Вікторія Бургер                     |
| 1959 |     | Голубка                            | La Paloma                                    | фрау Вальтер                        |
| 1960 |     | Улюбленець богів                   | Liebling der Götter                          | фрау Ленгефельд                     |
| 1960 |     | Привиди в замку Шпессарт           | Das Spukschloß im Spessart                   | тітка Івона                         |
| 1964 |     | Лондонське чудовисько              | Das Ungeheuer von London City                | економка                            |
| 1964 | т/ф | Ніжна                              | Die Sanfte                                   | Лукерія                             |
| 1964 |     | Еміль і сищики                     | Emil and the Detectives                      | Нана                                |
| 1971 |     | Наш Віллі — найкращий              | Unser Willi ist der Beste                    | старенька дама                      |
| 1973 |     | Пішохід                            | Der Fußgänger                                | Ельза Гізе                          |

## Визнання
| Нагороди та номінації Ельзи Вагнер | Нагороди та номінації Ельзи Вагнер                                     | Нагороди та номінації Ельзи Вагнер                                     | Нагороди та номінації Ельзи Вагнер |
| ---------------------------------- | ---------------------------------------------------------------------- | ---------------------------------------------------------------------- | ---------------------------------- |
| Німецька кінопремія                |                                                                        |                                                                        |                                    |
| 1966                               | Спеціальна премія за видатний життєвий внесок в німецький кінематограв | Спеціальна премія за видатний життєвий внесок в німецький кінематограв | Перемога                           |